# Секрет ССУ
«Секрет ССУ» (рос. «Секрет ССУ») — молдовський радянський мультфільм 1974 року режисера Леоніда Домніна про користь занять спортом. 
ССУ — «спритний, сміливий, умілий». 

## Творча група
- Сценарій: Георгій Раковіца
- Режисер: Леонід Домнін
- Оператор: Микола Степанов
- Композитор: Еуженіу Дога